# 샤를 이탕주
샤를-위베르 이탕주 (Charles-Hubert Itandje, 1982년 11월 2일 ~ )는 카메룬의 전 축구 선수이다. 현역 시절 포지션은 골키퍼였다.